# Saint-Tricat
Saint-Tricat (flämisch: Sinterkaas) ist eine französische Gemeinde mit 775 Einwohnern (Stand: 1. Januar 2022) im Département Pas-de-Calais in der Region Hauts-de-France (vor 2016: Nord-Pas-de-Calais). Sie gehört zum Arrondissement Calais, zum Kanton Calais-1 (bis 2015: Kanton Calais-Nord-Ouest) und zum Gemeindeverband Grand Calais Terres et Mers. Die Einwohner werden Merkenesiens genannt.

## Geographie
Saint-Tricat liegt etwa sechs Kilometer südsüdwestlich von Calais. Umgeben wird Saint-Tricat von den Nachbargemeinden Nielles-lès-Calais im Norden, Hames-Boucres im Süden und Osten, Pihen-lès-Guînes im Südwesten sowie Bonningues-lès-Calais im Süden.

## Bevölkerungsentwicklung
| Jahr                      | 1962 | 1968 | 1975 | 1982 | 1990 | 1999 | 2006 | 2013 |
| Einwohner                 | 461  | 478  | 457  | 531  | 556  | 614  | 647  | 695  |
| Quelle: Cassini und INSEE |      |      |      |      |      |      |      |      |

## Sehenswürdigkeiten

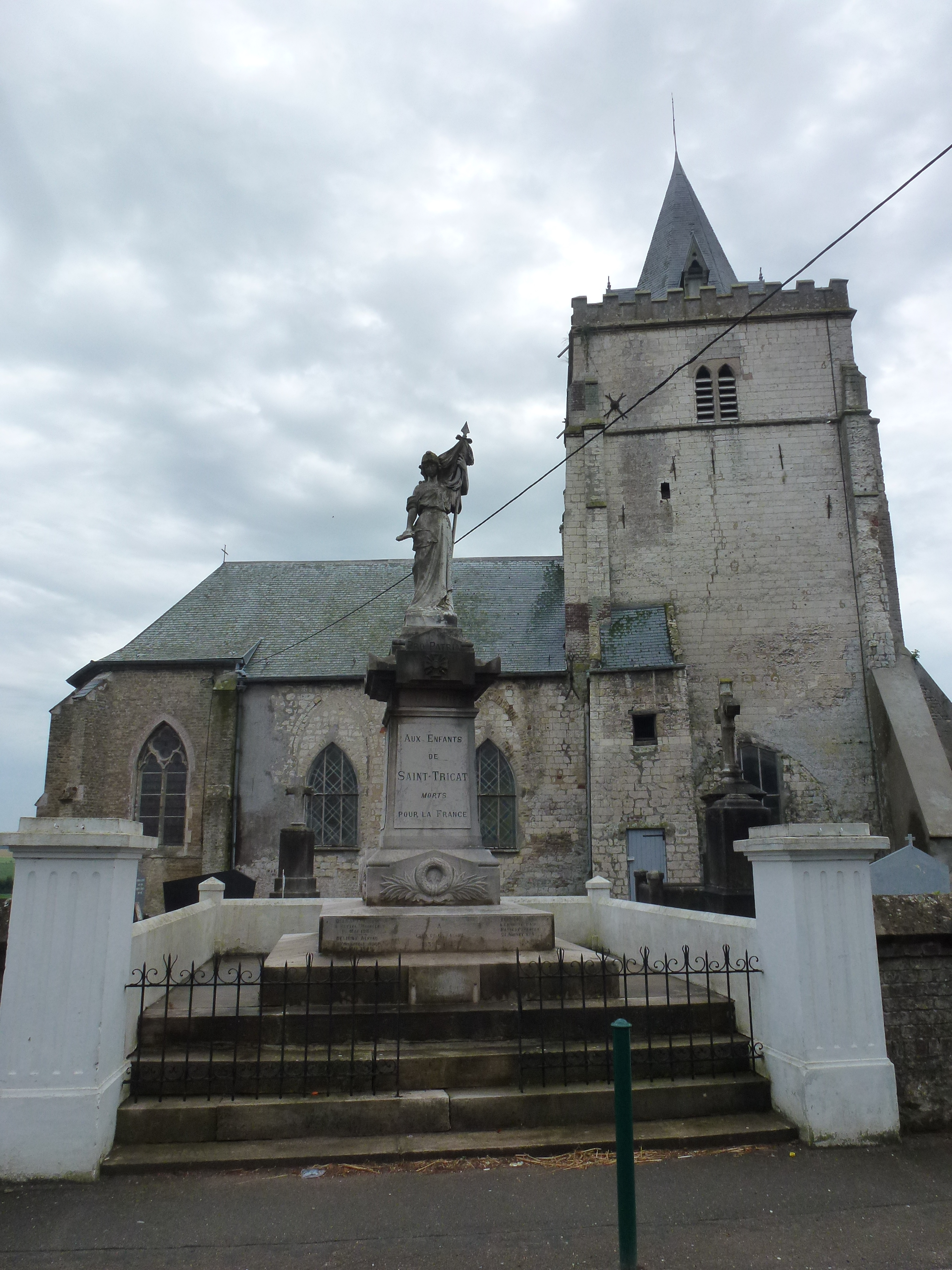
Kirche Sainte-Marguerite

- Kirche Saint-Tricat aus dem 19. Jahrhundert